# ITF Femenino World Tennis Tour 2024
El Tour Mundial de Tenis Femenino 2024 de la Federación Internacional de Tenis (ITF) es el tour de nivel de entrada y de nivel medio para el tenis profesional femenino. Está organizado por la Federación Internacional de Tenis y es un nivel por debajo del Tour de la Asociación de Tenis Femenino (WTA). El Tour Mundial de Tenis Femenino de la ITF, proporciona un camino profesional entre el ITF Junior World Tennis Tour y el WTA Tour. Los resultados de los torneos de la ITF se incorporan al Ranking WTA, que permite a las profesionales avanzar a los niveles de élite del tenis profesional femenino. El ITF Femenino World Tennis Tour ofrece aproximadamente 500 torneos en 65 países e incorpora cinco niveles de premios en metálico de torneos: $15,000, $25,000, $60,000, $80,000 y $100,000.
Los torneos a un nivel de $ 15,000 incluyen lugares reservados para el sorteo principal para los 100 mejores clasificados de la ITF Junior, lo que proporciona un camino sin problemas para que los mejores nuevos talentos ingresen al tenis profesional de élite. El Tour Mundial de Tenis Femenino de la ITF también está diseñado para orientar los premios en efectivo de manera efectiva para ayudar a reducir los costos para los jugadores y, en última instancia, permitir que más jugadores se ganen la vida.
Desde el 1 de marzo de 2022, tras la invasión rusa de Ucrania , la ITF anunció que los jugadores de Bielorrusia y Rusia aún podrían jugar en la gira, pero no se les permitiría jugar bajo la bandera de Bielorrusia o Rusia.

## Calendario
Las distintas categorías de torneos aparecen ordenadas por la jerarquía marcada por la distribución de puntos en el ITF World Tennis Ranking.

## Distribución de puntos de clasificación
| Categorías         | G   | F  | SF | CF | R16 | R32 | R64 | Q | FQR | Q2 | Q1 |
| W100 (48S, 32Q)    | 100 | 65 | 39 | 21 | 12  | 7   | 1   | 5 | 3   | –  | –  |
| W100 (32S, 32/24Q) | 100 | 65 | 39 | 21 | 12  | 1   | –   | 5 | 3   | –  | –  |
| W100 (16D)         | 100 | 65 | 39 | 21 | 1   | –   | –   | – | –   | –  | –  |
| W75 (48S, 32Q)     | 75  | 49 | 29 | 16 | 9   | 5   | 1   | 3 | 2   | –  | –  |
| W75 (32S, 32/24Q)  | 75  | 49 | 29 | 16 | 9   | 1   | –   | 3 | 2   | –  | –  |
| W75 (16D)          | 75  | 49 | 29 | 16 | 1   | –   | –   | – | –   | –  | –  |
| W50 (48S, 32Q)     | 50  | 33 | 20 | 11 | 6   | 3   | 1   | 2 | 1   | –  | –  |
| W50 (32S, 32/24Q)  | 50  | 33 | 20 | 11 | 6   | 1   | –   | 2 | 1   | –  | –  |
| W50 (16D)          | 50  | 33 | 20 | 11 | 1   | –   | –   | – | –   | –  | –  |
| W35 (48S, 32Q)     | 35  | 23 | 14 | 8  | 4   | 2   | 1   | 1 | –   | –  | –  |
| W35 (32S, 32/24Q)  | 35  | 23 | 14 | 8  | 4   | –   | –   | 1 | –   | –  | –  |
| W35 (32S, 48/64Q)  | 35  | 23 | 14 | 8  | 4   | –   | –   | 1 | –   | –  | –  |
| W35 (16D)          | 35  | 23 | 14 | 8  | 1   | –   | –   | – | –   | –  | –  |
| W15 (32S, 32/24Q)  | 15  | 10 | 6  | 3  | 1   | –   | –   | – | –   | –  | –  |
| W15 (32S, 48/64Q)  | 15  | 10 | 6  | 3  | 1   | –   | –   | – | –   | –  | –  |
| W15 (16D)          | 15  | 10 | 6  | 1  | –   | –   | –   | – | –   | –  | –  |